# Просна (Великопольське воєводство)
Просна (пол. Prosna, нім. Prosnau) — село в Польщі, у гміні Будзинь Ходзезького повіту Великопольського воєводства.
Населення — 394 особи (2011).

## Демографія
Демографічна структура станом на 31 березня 2011 року:
|          | Загалом | Допрацездатний вік | Працездатний вік | Постпрацездатний вік |
| -------- | ------- | ------------------ | ---------------- | -------------------- |
| Чоловіки | 202     | 59                 | 129              | 14                   |
| Жінки    | 192     | 49                 | 105              | 38                   |
| Разом    | 394     | 108                | 234              | 52                   |